# FV Wannsee
Die Fußball-Vereinigung Wannsee ist ein Fußballverein aus dem südwestlichen Berliner Stadtteil Wannsee. Der Verein hat rund 500 Mitglieder, darunter eine große Abteilung für Jugendsport mit etwa 350 jugendlichen Mitgliedern.

## Geschichte
Am 8. März 1896 wurde der Männer-Turn-Verein Wannsee 1896 gegründet. Dieser fusionierte am 27. April 1935 mit dem Sportclub Wannsee zum Turn- und Sportclub Wannsee. Nach der Auflösung 1945 erfolgte am 16. März 1950 die Wiedergründung des TuS Wannsee.
In den 1960er Jahren wurde die Fußballabteilung besonders erfolgreich. 1965 gelang der 1. Herrenmannschaft unter Trainer Helmut Jonas der Aufstieg in die damals drittklassige Amateurliga Berlin. Dort etablierte sich die TuS rasch. Allerdings kam es zwischen den Abteilungen des Vereins zu Meinungsverschiedenheiten, da der Verein Aufwandsentschädigungen an die Spieler zahlen musste. Die anderen Abteilungen waren nicht bereit, für eventuell auftretende Verbindlichkeiten der Fußball-Abteilung zu haften. So wurde die Fußball-Abteilung zunächst vom Hauptverein abgetrennt und führte als autonome Abteilung innerhalb des Hauptvereins den Namen Fußball-Vereinigung Wannsee im TuS Wannsee. Vier Jahre später wurde die Mannschaft Berliner Amateurmeister. Der errungene Titel berechtigte zur Teilnahme an der Deutschen Amateurmeisterschaft 1969 und zum Aufstieg in die Regionalliga Berlin – die höchste Spielklasse in Berlin und zweithöchste in Deutschland.
Während die TuS in der Endrunde um die Deutschen Amateurmeisterschaft bereits im Achtelfinale mit 1:7 und 2:3 dem SV Göppingen unterlag, lief es in der Regionalliga zunächst besser. 1969/70 schloss der Aufsteiger als Neunter ab, ein Jahr später wurde die TuS sogar Siebter. Am 24. Juni 1971 wurde aus der autonomen Abteilung der eigenständige Verein Fußball-Vereinigung Wannsee.
Die Autonomie verhinderte jedoch nicht den Abstieg aus der Regionalliga nach drei Jahren am Saisonende 1971/72. Zwei Jahre später verpasste der Amateurligist die Qualifikation für die neugebildete Oberliga Berlin als Amateurunterbau zur neuen 2. Bundesliga und rutschte in die Viertklassigkeit ab.
1987 stand die 1. Herrenmannschaft schließlich in der B-Klasse. Es drohte sogar der Abstieg in die tiefste Liga, die C-Klasse. Doch zu dieser Zeit stand die Fußballabteilung des TuS Makkabi Berlin vor ähnlichen Problemen, wie die Wannseer rund 20 Jahre früher. Der TuS Makkabi wollte die finanziellen Risiken des Leistungsfußballs nicht mehr tragen. Daher schlossen sich die Makkabi-Fußballer dem FV Wannsee an und brachten den Landesligastartplatz in die Fusion mit ein.
Mit der neuen Mannschaft gelang ein neuer Aufschwung, der in der Saison 1990/91 seinen Höhepunkt erlebte. Denn die FV Wannsee schaffte den Aufstieg in die Oberliga Nordost-Mitte. Der Klassenerhalt gelang in der Spielzeit 1991/92 jedoch nicht, die Fußballvereinigung stieg als Drittletzter wieder ab. 1997 kehrten die Fußballer des TuS Makkabi zu ihrem Stammverein zurück.
Im Jahr 2021 feierte der Verein 125 Jahre Fußball in Wannsee und das 50-jährige Bestehen der Fußball-Vereinigung.
In der Spielzeit 2022/23 schaffte die Mannschaft den Aufstieg in die achtklassige Bezirksliga Berlin.

## Bekannte Spieler
Aus der Jugend der FV Wannsee gingen unter anderem die Fußballprofis Michél Mazingu-Dinzey und Sofian Chahed hervor. Von 1970 bis 1974 stand Dumitru Ivan, der mit Dinamo Bukarest zwischen 1962 und 1965 viermal rumänischer Meister geworden war, beim Verein unter Vertrag.

## Spielstätte
Die Fußball-Vereinigung Wannsee trägt ihre Heimspiele im Stadion Wannsee an der Chausseestraße 29–31 in 14109 Berlin aus.
2004 stand der Ausbau des Rasenplatzes zur Debatte, um Möglichkeiten für das Training einer Nationalmannschaft für die Fußball-Weltmeisterschaft 2006 in Wannsee zu schaffen. Die Pläne wurden jedoch vom Mitnutzer, dem Leichtathletikverein, abgelehnt, da dieser auf eine Laufbahn um das Spielfeld herum bestand.
2009 wurde mit dem lange überfälligen Neubau der Umkleidekabinen begonnen. Die Kosten wurden 2007 zunächst mit etwa 800.000 € veranschlagt. Im Sommer 2010 konnten die Arbeiten an den Umkleidekabinen abgeschlossen werden, wobei die Kosten letztendlich auf etwa 1,3 Mio. € stiegen.
Im Jahr 2014 wurden auch die Sportflächen neu gestaltet. Aus dem alten, großen Naturrasenplatz entstanden zwei nebeneinander liegende und ineinander übergehende Felder. Das Gelände des Stadions Wannsee besteht heute aus diesen beiden Naturrasenplätzen, welche an der Chausseestraße liegen, sowie einem Kunstrasenplatz, der sich auf derselben Anlage befindet und über die Alsenstraße direkt zu erreichen ist. Alle Plätze sind mit Flutlichtanlagen ausgestattet. Am Kunstrasenplatz befindet sich ebenfalls das Vereinsheim, in welchem an Spieltagen häufig Getränke und Essen ausgeschenkt werden.
Der Platz wird ebenfalls durch das Landesleistungszentrum Wannsee „Richard Genthe“ des Berliner Fußball-Verbandes (BFV) genutzt. Der Platz steht auch der deutschen Nationalmannschaft zur Verfügung.